# 琉球王族
琉球王族（りゅうきゅうおうぞく）は、琉球国王の親族の内、王子・按司の位階にある者、およびその親族を指す。按司部（あんじべ、あぢべ）ともいう。按司の下に位置する親方以下の位階の者は、士分として区別された。

## 概要
近世琉球では、王子（王の子、王叔、王弟を含む）・按司は位階・称号の一つであり、原則的には王族以外でもこれらの称号を賜ることはありえた。按司では国頭御殿の例がある。また、極めてまれではあるが菊隠宗意のように、王族以外で王子位を賜る例も実際にあった。
とはいえ、明治政府が編纂した『沖縄法制史』（1903年）に「王子ハ王弟王叔ニシテ按司ハ王弟王ノ子ナリ　故ニ旧藩時按司ハ士族ノ班ニアラス　邦人之ヲシテ大名ト言ヘリ」とあるように、実際は王子・按司は国王の親族というのが一般的認識で、親方以下の士族階層とは明確に区別された。琉球士族は努力次第で親方位までは昇進できたが、按司以上は原則として昇ることができなかった。
国王の親族については、『琉球国由来記』（1713年）では「按司部」（あんじべ、あぢべ）とある。「べ」は階層の意味である。按司部の説明として「これ当国の公族なり」とある。「公族」とは、中国では皇帝の傍系の親族を意味する。また、話し言葉で、一般に王族のことを御殿（うどぅん）と呼んだ。
王子は一代限りで、王子の嫡子は按司となり、それ以外の子は士族に降った。按司は功績を積むと、王子号を賜ることもあった。御殿は廃藩置県時には、28家を数えた。廃藩置県後は、王子・按司は、一部は華族となり、ほかは有禄士族として、明治末期の秩禄処分まで明治政府から俸禄を支給されるなど優遇された。